# Alcetas I da Macedônia
Alcetas I da Macedônia (em grego: Ἀλκέτας ὁ Μακεδὼν, transl. Alkétas hó Makedón; 576 - 547 a.C.) foi rei da Macedônia, e reinou por 29 anos, de acordo com Eusébio de Cesareia. Era pai de Amintas I, que também reinou na segunda metade do século VI a.C..
As duas listas de reis da Macedônia em Eusébio de Cesareia, a primeira, atribuída a Diodoro Sículo, e a segunda, atribuída a outros historiadores, Alcetas I sucede a Aéropo I, reina por dezoito anos, e é sucedido por Amintas I. Na segunda lista, Alcetas foi contemporâneo de Ciro, o Grande.
Ele era o filho de Aéropo I, e foi o pai de Amintas I.
Este rei não é mencionado por Juniano Justino, que coloca Amintas I como o sucessor de Éropo I.